# Ingoldiella hamata
Ingoldiella hamata é uma espécie de fungo pertencente à família Hydnaceae.